# Kanton La Roquebrussanne
Kanton La Roquebrussanne (fr. Canton de la Roquebrussanne) je francouzský kanton v departementu Var v regionu Provence-Alpes-Côte d'Azur. Tvoří ho osm obcí.

## Obce kantonu
- Forcalqueiret
- Garéoult
- La Roquebrussanne
- Mazaugues
- Méounes-lès-Montrieux
- Néoules
- Rocbaron
- Sainte-Anastasie-sur-Issole